# Secamone emetica
Secamone emetica är en oleanderväxtart som först beskrevs av Anders Jahan Retzius, och fick sitt nu gällande namn av Schult.. Secamone emetica ingår i släktet Secamone och familjen oleanderväxter. Inga underarter finns listade i Catalogue of Life.